# 楊思區
楊思區是上海浦東歷史上的一個市辖区。
杨思区的名稱來自於楊思鎮。区境东起白莲泾、薛家浜，南至中汾泾、杨思港，西抵黄浦江，北至华漕、张家浜。中華民国17年（1928年）设置楊思區，並且由上海縣劃入上海特別市。中華民国34年（1945年）原塘桥区的土地划入楊思區。中華民国36年（1947年）改名斯盛区，1950年恢復舊名杨思区。1956年与洋泾區、高桥區2区合並為东郊区。